# Cephaloscyllium albipinnum
Cephaloscyllium albipinnum — акула з роду Cephaloscyllium родини Котячі акули. Інша назва «білоплавцева головаста акула».

## Опис
Загальна довжина досягає 1,1 м. Голова широка, сплощена зверху. Морда широка й округла. Очі дуже вузькі, щілиноподібні, з мигальною перетинкою. Вони високо посаджені на голові. За очима розташовані невеличкі бризкальця. Ніздрі помірні. Носові клапани не досягають кутів рота. Губні борозни відсутні. Рот великий, зігнутий. Зуби розміщені у декілька рядків. На верхній щелепі розташовано 90-116 робочих зубів, на нижній — 97-110. Зуби з 5-ма верхівками, з яких 3 високі центральні та 2 нижчими боковими. При закритому рота помітні зуби верхньої щелепи, що стирчать. Тулуб щільний. Луска стрілкоподібної форми, з 3 гребенями, що мають гострий кінчик. Шкіра товста, груба на дотик. Осьовий скелет нараховує 121—126 хребців. Грудні плавці великі. Має 2 спинних плавця. Передній спинний плавець більше за задній, закруглений, починається над черевними плавцями. Задній плавець трикутної форми, його розташовано навпроти анального. Черевні плавці значно менше за грудні. Анальний плавець більше за задній спинний плавець. Хвостовий плавець довгий, вузький. Нижня лопать розвинена достатньо.
Забарвлення спини сіро-коричневе. Черево трохи світліше за спину. На спині й боках присутні великі темні плями, що переходять на голову. на череві є темні і світлі плями, що розташовані почергово. Плавні мають темний фон з білуватою облямівкою. Звідси походить інша назва цієї акули. Молоді акули контрастніші за дорослих.

## Спосіб життя
Тримається на глибинах від 120 до 600 м, континентальному шельфі й верхній частині континентального схилу. Як захист від великих хижаків здатна надувати тіла, ковтаючи воду або повітря. При цьому середня частина тулуба сильно збільшується у об'ємі. За допомогою цього також закріплюється між каміннями у розколинах. Доволі повільна й малорухлива акула. Живиться крабами, креветками, головоногими молюсками, морськими черв'яками, молодими акуленятами і скатами.
Статева зрілість у самців настає при розмірах 70-90 см, самиць — 98 см. Це яйцекладна акула. Самиця відкладає яйця світлого-жовтого кольору завдовжки 10-11,6 см та завширшки 5 см. Яйця наділені нитками та відростками, за допомогою чіпляється до ґрунту.
М'ясо цієї акули їстівне, проте не має високих якостей.

## Розповсюдження
Мешкає біля південно-східного узбережжя Австралії: від затоки Бетман-Бей (Новий Південний Уельс) до Евкли (Західна Австралія), зокрема й біля о. Тасманія.